# 武笠則康
武笠 則康（むかさ のりやす、1978年11月12日 - ）は、日本の元キックボクサー。東京都出身。身長175cm、体重70kg。渡辺キックボクシングジム所属。元NKBライト級＆ウェルター級王者。